# Slag bij Cabezón
De Slag bij Cabezón was een treffen op 12 juni 1808 tussen de Franse Keizerlijke soldaten onder leiding van Jean-Baptiste Bessières en het Spaanse opstandelingenleger dat onder de leiding stond van Gregorio de la Cuesta tijdens de Spaanse Onafhankelijkheidsoorlog
In een poging om Castilië te verdedigen tegen de Franse legers positioneerde Gregorio de la Cuesta zijn leger bij de brug van Cabezón om de weg naar Burgos te verdedigen. Aangedreven door het enthousiasme van zijn soldaten verliet Cuesta zijn verdedigende positie en ging tot de aanval over. Het Spaanse leger liep al snel tegen de cavaleristen van Antoine Lasalle tegen het lijf. Het Spaanse leger werd op de vlucht geslagen door het beter bewapende Franse leger.